# 12437 Вестлейн
12437 Вестлейн (12437 Westlane) — астероїд головного поясу, відкритий 18 січня 1996 року.
Тіссеранів параметр щодо Юпітера — 3,227.